# Бёмер, Вольфганг
 Вольфганг Бёмер (нем. Wolfgang Böhmer; 27 января 1936, Дюрхеннерсдорф, Саксония — 29 июня 2025) — германский государственный и политический деятель. С 16 мая 2002 по 19 апреля 2011 года занимал должность министра-президента Саксонии-Анхальт. Также работал врачом и занимал должность председателя бундесрата с 2002 по 2003 год. Член партии Христианско-демократический союз Германии.

## Биография

### Врач
Родился в Дюрхеннерсдорфе, земля Саксония в семье фермеров. Посещал среднюю школу города Лёбау и первым из своей семьи сдал Abitur (аттестат об успешном окончании). В 1954 году поступил в Университет Карла Маркса в Лейпциге. В 1959 году завершив обучение стал доктором медицинских наук. С 1960 года работал врачом в женской клинике в Герлице, а в 1966 году был признан специалистом по гинекологии и акушерству. В 1967 году стал первым старшим врачом в женской клинике. С 1974 по 1991 год он был главным врачом в больнице Пауля-Герхардта-Штифта в Виттенберге. В 1983 году получил хабилитацию в Университете Мартина Лютера в Виттенберге.

### Политик
В 1990 году вступил в Христианско-демократический союз Восточной Германии.
В 2002 году публично выступил против Ангелы Меркель и поддержал кандидатуру Эдмунда Штойбера от Христианско-демократического союза в качестве конкурента действующему федеральному канцлеру Герхарду Шрёдеру на парламентских выборах. Во время собственной выборной кампании на должность премьер-министра Саксонии-Анхальт акцентировал внимание на восстановлении экономики и получил сильную поддержку со стороны Эдмунда Штойбера.
В 2015 году награждён орденом «За заслуги перед Саксонией-Анхальт».
Скончался 29 июня 2025 года в возрасте 89 лет.